# اوله هایلوند پدرسن
اوله هایلوند پدرسن (انگلیسی: Ole Højlund Pedersen؛ زادهٔ ۱۷ فوریهٔ ۱۹۴۳) دوچرخه‌سوار اهل دانمارک است.